# Хроники Амбера
«Хроники Амбера» (англ. The Chronicles of Amber) — фэнтезийная серия из десяти романов американского писателя-фантаста Роджера Желязны. Серия делится на два тома по пять частей в каждом, в первом томе главным действующим лицом является Корвин, во втором — его сын Мерлин. В различных переводах Амбер (англ. amber — янтарь) называется также «Эмбер», «Янтарь», «Янтарное королевство».

## О мире Амбера

### Строение Вселенной
Вселенная книги состоит из непрерывного множества параллельных миров, которые являются производными от Амбера (мира порядка) и Дворов Хаоса (мира хаоса). Эти вторичные миры называются Тенями — или, в другом переводе, Отражениями — и, чем ближе они к одному из полюсов, тем больше они похожи на него.
Во вселенной есть особая категория людей, которая способна перемещаться между параллельными мирами, а также доставать из них различные предметы, используя своё воображение и силу одного из центральных артефактов. Это все законные и даже некоторые непризнанные дети короля Оберона — правителя Амбера.
Описываемый Амбер состоит непосредственно из самого замка, города у подножия Колвира и его предместий, Арденнского леса на подступах к городу, маяка на острове Кабра и моря, соединяющего Амбер с близлежащими Тенями. Центром Амбера является Огненный Путь (Лабиринт) — светящийся магическим светом лабиринт, который начертан под дворцом города в особом зале. Доступ туда имеют только члены королевского семейства. Контакт с Лабиринтом для человека не королевской крови будет смертельным.
Считается, что в рисунке Лабиринта заложены некие первопринципы мироздания, которые и определяют реальность самого Амбера и его Отражений.
Путь может создать призрака любого человека, который его когда-либо проходил, и управлять им, используя в своих целях. В числе прочего Путь позволяет прошедшему его колдовать, используя в качестве магического инструмента свой уменьшенный образ.
Амбер, описанный в первой части «Хроник», на самом деле является лишь первой и самой стабильной из теней изначального Амбера. Первозданный же Амбер — это никем не населённый мир — бескрайний океан с единственным островом, на скалистом плато которого начертан изначальный Огненный Путь (Лабиринт).
Символом Хаоса является постоянно трансформирующийся Логрус. Логрус — постоянно меняющийся узор, пройти который может попытаться любой. Он, как и Лабиринт, даёт прошедшему его власть над Тенями, и, как и Лабиринт, является одушевлённым. Существует создание высшего порядка, которого называют Великий Змей. У него всего один глаз, второй, так называемое Око змея, иначе называется Судным камнем.
Основой для религии Амбера и близлежащих земель является культ Единорога. В данном случае Единорог — это создание высшего порядка, аватара божества и прародитель короля Оберона. Отцом короля считается учёный, алхимик, художник, архитектор и колдун Дворкин, который вместе с Единорогом задумал Амбер. Как оказывается в дальнейшем, изначальный Огненный Путь (Лабиринт) был создан Дворкином. По словам самого Дворкина, он создал подлинный Огненный Путь «при помощи Судного камня, собственной крови и звуков лиры на уединённом острове посреди океана, куда прилетел из Хаоса». Таким образом, Дворкин оказывается творцом всей мультивселенной Амбера со всеми его Тенями.
Как показывает дальнейшее развитие сюжета, Огненный Путь (Лабиринт), несмотря на магическую защиту от простых смертных и от каких-либо воздействий, можно повредить и даже уничтожить, если пролить на него кровь потомков Дворкина. Одна из сюжетных линий первой пенталогии «Хроник» связана как раз с обнаружением изначального Огненного Пути (Лабиринта), который, как оказалось, был частично повреждён. Повреждение объясняло причину возмущений и нестабильности в тенях Амбера и нарушения векового баланса сил между Порядком (Амбером и Огненным Путём) и Хаосом (Логрусом). Логрус и Огненный Путь (Лабиринт) постоянно ведут борьбу за сферы влияния и являются антиподами (порядок — хаос, разум — безумие, и так далее). Хаос, благодаря повреждению Пути (и проклятию Корвина), получил доступ к Амберу посредством «Чёрной дороги».
В ближайших к Амберу Отражениях тоже существуют Тени Огненного Пути (Лабиринта), но они обладают несколько меньшей силой. В частности, упоминаются Пути в Ребме — подводной тени Амбера (Амбер — ребмА); в летающем над Амбером городе Тир на Ног’т (англ. Tir-na Nog'th, см. также Тир на Ног — название легендарного города из ирландской мифологии).
Тир-на-Ног’т — иллюзорный город, видимый только ночью при лунном свете. Он появляется в небе, и добраться до него можно только с Колвира, пройдя длинную лунную лестницу. Иллюзия небесного города исчезает в первых лучах солнца или же в тени облаков.
Ребма (Ребмэ) — подводное отражение города. По улицам там плавают рыбы, а на клумбах растут водоросли. Попасть туда можно по лестнице, уходящей с берега в море. Она похожа на лестницу в Тир-на ног’т — они одинаковы по длине, и прохождение лестницы в Ребму тоже сопряжено с опасностями. Главное в данном путешествии — не сходить со ступеней, поскольку на них, как и в самой Ребме, можно спокойно дышать, а вот рядом — уже нет.
Достаточно близко к Амберу находится ещё одно любопытное Отражение — Страж Четырёх Миров. Эта крепость — сосредоточение силы, так как там пересекаются четыре стихии. На стыке происходит высвобождение огромного количества энергии, к которой может получить доступ владелец замка. Неудивительно, что это место всё время подвергается нападениям, там постоянно случаются магические поединки, и его хозяева меняются с завидной периодичностью.
Также важными тенями являются Земля — наш мир, Бегма (англ. Begma), Кашфа (англ. Kashfa) и Лоррейн (англ. Lorraine) — есть ли в них тени Огненного Пути (Лабиринта), неизвестно, но в «Хрониках» неоднократно указывается, что в каждом из миров-теней есть хотя бы отдалённое сходство с Амбером, и чем дальше тень, тем больше данный мир не похож на Амбер, тем сильнее в нём искажено Отражение Огненного Пути, и тем менее отражённый Путь пригоден для его прохождения.
Члены королевской семьи Амбера, а также Лорды Хаоса, некоторые магические существа и специально для этого созданные технические устройства (Призрачное колесо) могут свободно перемещаться между Тенями или получать из них информацию. Физические законы в Тенях могут различаться. Герои нередко задаются вопросами, на которые сложно найти однозначный ответ, например: Насколько Тени реальны? Являются ли Тени плодом их воображения, или же они просто находят Тень, соответствующее их желанию? Создаёт ли перемещающийся Отражение или просто идёт к тому, что уже существует в действительности? Поскольку количество Теней несчётно, то существуют Тени, соответствующие любым фантазиям, например, мир Алисы из произведений Льюиса Кэрролла, показанный в романе «Знак Хаоса».
И в Амбере, и во Дворах Хаоса действуют иные физические и химические законы, чем на привычной нам Земле. Например, амбериты не используют огнестрельного оружия, электричества, электроники, компьютерной техники, хотя знают о них. Открытая Корвином способность некоего розового порошка взрываться в Амбере привнесла революцию в военное дело амберитов («Ружья Авалона»). Сын Корвина Мерлин на Тени Земля получил специальность, связанную с созданием ЭВМ. Созданная им машина, Призрачное Колесо, использовала фундаментальные законы обработки информации, и одновременно могла сканировать Тени. Амбериты могут дышать (и жить) под водой, населяя ближайшую тень Ребму (только на лестнице, ведущей в Ребму, и в самой Ребме, сходить с лестницы в сторону нельзя, всадника, которого спихнул с лестницы Рэндом, раздавило давлением воды), либо ходить по лунному лучу (ходить по лестнице, которую, как и сам Тир-на-Ног’т, видно только в лунную ночь на ясном небе), навещая Тир-на-Ног’т. В некоторых мирах живые существа, погибая, улетают на небо, в буквальном смысле преодолевая гравитацию.
Но если Амбер является полюсом порядка, то Хаос потрясает воображение своей переменчивостью. Здесь течёт и меняется всё — от облика хаоситов до стен, неба, камней. Даже время в Хаосе течёт иначе.
Дворы Хаоса не имеют никакой реальной территории, единственное, что является настоящим в этом безумном месте — это Бездна на краю мироздания. Рядом с Бездной находится огромная стеклянная игла-башня. Это столица Хаоса Тхельбан, единственная постройка во Дворах, которая существует не в Отражениях.
Бездна — это та самая первозданная Пустота, из которой все и вышло. За один час Хаоса в Амбере может пройти несколько лет. Мерлин утверждает, что в принципе человек с воображением может создать любой мир, с любыми свойствами. Отчасти так и есть: брат Мерлина Мэндор для собственного развлечения создал несколько личных преисподних — то ли на будущее, для своих врагов, то ли для настоящего, чтобы союзники были осмотрительнее. Наркотики, растормаживая воображение амберитов и хаоситов, вызывают настолько ужасающие последствия, что ни один из них не решается повторить опыт.

### Перемещение по Теням
Каждый член королевской семьи Амбера, прошедший Огненный Путь, способен перемещаться по Теням (которые являются отражением истинного мира — Амбера). Некоторые волшебные существа (как Единорог или Змей), а также прошедшие Логрус (лабиринт Хаоса, находящийся в постоянном движении и изменении) также имеют эту способность. Возможностью перемещаться по Теням могут обладать и обычные люди, прошедшие Сломанные Лабиринты (физически повреждённые тени Огненного Пути из нескольких ближайших к Амберу теней, пройти которые можно ступая не по линиям Лабиринта, а войдя в него через разрывы в линиях и следуя между ними). При желании перемещающийся по Теням может взять с собой любого человека, либо целую армию. Вблизи Амбера наиболее сложно осуществлять перемещения по Теням. И наоборот, во Владениях Хаоса, где даже нет дверей, это не представляет ни малейшего труда.
Перемещающийся должен сфокусировать внимание на каком-нибудь объекте, который он собирается найти в том Отражении, в которое направляется. Это может быть любой предмет: ветка, книга, человек. Найдя нужный объект, перемещающийся должен сфокусироваться на следующем объекте. Движение сквозь Тени требует физического движения самого перемещающегося (однако наиболее искусные могут обойтись и без этого), а также возможности сконцентрироваться. В полной темноте перемещение невозможно. Члены королевской семьи чаще всего перемещаются по Теням на лошадях, реже — на автомобилях, мотоциклах, летательных аппаратах, кораблях, движущихся скалах, пешком. Суть перемещения сквозь тени заключается в осознанной визуализации желаемых изменений и постепенном приближении к визуализации того Отражения, которого перемещающийся желает достичь; могут существовать любые Тени, на которые только хватит фантазии носителей амберитской крови. Существуют ли в реальности все возможные Тени, или они материализуются вместе со всей их историей только во время присутствия в них членов королевской семьи — это одна из метафизических загадок мира Амбера и Хаоса. Перемещение через Тени на скачущей галопом лошади называется «Адская Скачка» и известно тем, что может быть опасным для сознания лошади и наездника.
Прошедший Огненный Путь может мгновенно переместиться в любое место Вселенной из его центра. Дополнительный способ — использование магических карт (см. ниже). Дворы Хаоса являются областью влияния Логруса, и переместиться в них из центра Огненного Пути невозможно.

### Королевская Семья Амбера
Отцом и главой королевского семейства Амбера является Оберон. Сам Оберон, по словам Дворкина, является сыном его самого и Единорога. Все члены семейства обладают весьма высокой способностью к регенерации и огромной физической силой. Проклятье принца Амбера всегда сбывается. Кровь потомков детей Оберона может повредить Огненный Путь. Отличительной чертой всех членов Королевской семьи является возможность пройти Огненный Путь и получить власть над Картами (Козырями) и тенями (передвижение и управление до некоторой степени).
Династия Оберона:
- Оберон / Цимнея (Cymnea)
  - Бенедикт (Benedict)
  - Озрик (Osric) (убит до начала романа)
  - Финндо (Finndo) (убит до начала романа)
    - Дара (Dara) неизвестно, является ли Дара потомком Бенедикта:

— Правда? — сказал я. — Интересно, знает ли Бенедикт? Однажды Дара сказала моему отцу, что происходит от Бенедикта. Позже он выяснил, что все это — первостатейная ложь… Как ты думаешь, эти люди могли иметь зуб на моего отца?— Р. Желязны, фраза Мерлина из романа «Принц Хаоса»
Предположения о родстве не являются необоснованными: в произведении не раз упоминается о связи Бенедикта с адской девой Линтрой, которая в свою очередь являлась бабушкой Даре. К тому же, становится непонятным, как Дара, не будучи амберитом, смогла пройти Огненный Путь в Амбере, будучи заведомо уверенной в успехе.
- Оберон / Файелла (Faiella)
  - Эрик (Eric)
  - Корвин (Corwin) / Дара
    - Мерлин (Merlin)

  - Дейдре (Deirdre)
- Оберон / Кларисса (Clarissa)
  - Фиона (Fiona)
  - Блейз (Bleys)
  - Бранд (Brand) / Джасра
    - Ринальдо (Rinaldo), впервые появляется в романе под именем Люк (Luke)
- Оберон / Моинс (Moins)
  - Ллевелла (Llewella)
- Оберон / Харла (Harla)
  - Делвин (Delwin)
  - Сэнд (Sand)
- Оберон / Рилга (Rilga)
  - Кейн (Caine)
  - Джулиан (Julian)
  - Джерард (Gérard)
- Оберон / Дибелла (Dybele)
  - Флора (Flora), полное имя — Флоримель (Florimel)
- Оберон / Кинта (Kinta)
  - Корел (Coral) — внебрачная дочь
- Оберон / Паулетта (Paulette)
  - Рэндом (Random) / Морганта (Morganthe)
    - Мартин (Martin) — по материнской линии внук королевы Ребмы Моэри.

  - Мирелла (Mirelle)
- Оберон / Лора (Lora)

В Хрониках Мерлина есть указание на то, что Делвин и Сэнд были детьми Харлы, в то время, как жена Оберона по имени Лора ни в одной из книг «Хроник» не фигурирует (Лора упоминается только в справочнике-приложении к серии «Путеводитель по замку Амбер» (см. ниже раздел Другие произведения)).
- Оберон / Дила (Deela)
  - Далт (Dalt) — внебрачный сын.

Похоже, что всего у Оберона было 23 (или 26 (17+9) официальных ребёнка (при этом не все законные), 15 (17) сыновей (выше упоминается только 13, из них мертвы 2) и 8 (9) дочерей (выше упоминаются только 7, из них про двух ничего не известно (в том числе о смерти). При этом, о некоторых из них Корвин ничего не мог знать на момент описания в романе, то есть нет никаких отсылок минимум на 4 мертвых братьев и 2 мертвых сестер. Таким образом, вопрос о количестве детей Оберона остаётся открытым.
«Я был принцем Амбера. Это было правдой. Нас было пятнадцать братьев и шестеро из нас были мертвы. У нас было восемь сестер, и две из них тоже были мертвы, а может быть, и четыре!»

— Р. Желязны, мысли Корвина при прохождении Пути в Рембе, «Девять принцев Амбера»
В книгах также высказывается предположение о существовании других внебрачных детей Оберона, вроде Корел и Далта. По производимым Призраком Лабиринта Обероном оценкам, число таких детей может составлять не менее сорока семи.

— Могу рассказать наизусть всю генеалогию королевского дома Амбера.

— Как и любой приличный писец у меня дома.

— Я включу и незаконнорождённых.

— Кстати, а сколько их было?

— Тех, о которых мне известно, сорок семь.
— Р. Желязны, диалог Мерлина и Призрака Оберона в романе «Рыцарь Теней»

### Карты
Для каждого члена королевской семьи Амбера Дворкином была создана колода карт. На первый взгляд — это обычные карты, но все козыри (Старшие Арканы Таро) колоды изображают членов семьи и отличаются от остальных прохладностью на ощупь. Используются они для общения между членами семьи и для перемещения. Для связи нужно некоторое время концентрироваться на карте, при этом человек, с которым пытаются связаться, чувствует вызов по Карте и, при умении, может заблокировать попытку связи (всё зависит от множества факторов, к которым можно причислить опыт, магические способности, состояния индивидуума и др.). После того, как контакт произошёл, один из общающихся может перенести другого к себе через карту или просто поговорить с ним. Многие свойства карт неизвестны большинству их владельцев, например Фиона и Блейз могли подслушивать проводимые через карты разговоры (это умел, по-видимому, и Кейн, о чём он сам рассказывает в окончании «Дворов Хаоса»).
Художники-маги посвящённые Огненного Пути и/или Логруса (как Мерлин, Бренд и Дворкин) могут нарисовать магические карты самостоятельно. Картой может стать любой рисунок, главное, чтобы Огненный Путь или Логрус каким-то образом в нём участвовали. Карты могут изображать не только людей, но и местность. Магия карт является разновидностью магии соответствующих источников (Огненного Пути или Логруса). Потому карты Пути весьма ограниченно действуют во Дворах Хаоса.
В Хрониках и рассказах прямо не указывается, но великим мастером карт наравне с Дворкином является его антипод во Дворах Хаоса Сухай.
Кроме того, карты могут быть использованы для ментального контакта. Сам Корвин, идя на Амбер в первый раз, думает: «Я мог бы противопоставить волю Эрика воле Кейна при помощи карт». Вскоре после этого Эрик, пользуясь картой Корвина, подчиняет себе его тело, полностью обездвиживая. Также в первой пенталогии Корвин, по меньшей мере, три раза гадает при помощи карт.
Следует учесть, что «Карты» в оригинале у Желязны названы «The Trumps». Прямым переводом этого слова является слово «козыри», причём козыри не карточной игры, а колоды Таро, то есть старшие арканы Таро. В большинстве переводов на русский язык эта аллюзия потеряна из-за некорректного перевода.

## Книги серии

### Пятикнижие Корвина
- «Девять принцев Амбера» — Nine Princes in Amber (1970)
- «Ружья Авалона» — The Guns of Avalon (1972)
- «Знак Единорога» — Sign of the Unicorn (1975)
- «Рука Оберона» — The Hand of Oberon (1976)
- «Владения Хаоса» — The Courts of Chaos (1978)

### Пятикнижие Мерлина
- «Карты судьбы» — Trumps of Doom (1985)
- «Кровь Амбера» — Blood of Amber (1986)
- «Знак Хаоса» — Sign of Chaos (1987)
- «Рыцарь Теней» — Knight of Shadows (1989)
- «Принц Хаоса» — Prince of Chaos (1991)

### Другие произведения
- «Путеводитель по замку Амбер» — Visual Guide to Castle Amber (1988) (Авторы — Роджер Желязны и Нейл Рэндалл, иллюстратор — Тодд Камерон Гамильтон, картограф — Джеймс Клоуз)
- дополнительные главы[3]:
  - «История коммивояжёра» — The Salesman’s Tale (1994)
  - «Сокрытая и Гизель» — The Shroudling and the Guisel (1994)
  - «Кстати, о шнурке» — Coming to a Cord (1995)
  - «Синий конь, танцующие горы» — Blue Horse, Dancing Mountains (1995)
  - «Зеркальный коридор» — Hall of Mirrors (1996)

## Произведения других авторов

### Официальный[источникне указан 2098 дней]приквел
Приквел написал Джон Грегори Бетанкур с согласия правообладателей предыдущих произведений.
- «Заря Амбера» — The Dawn of Amber (2002)
- «Хаос и Амбер» — Chaos and Amber (2003)
- «Правь Амбером!» — To Rule in Amber (2004)
- «Тени Амбера» — Shadows of Amber (2005) — переведена сообществом любителей в Интернете
- «Меч Хаоса» — Sword of Chaos (не опубликовано)[4]

### Пародии
- Кевин Найт (англ. Kevin Knight). «Смерть Ембера» (англ. The Dying of Ember), 1988 год[5].
- Игорь Вольфсон (Igor Wolfson) «Девять с половиной хлопцев Амбера», 1997 год, сеть Fidonet, 2:2410/218.8[6]

## Переводы

### Первая пенталогия
| Оригинальное название | Переводчики                | Название в переводе       | Год издания перевода               |
| --------------------- | -------------------------- | ------------------------- | ---------------------------------- |
| Nine Princes in Amber | И. Тогоева                 | «Девять принцев Амбера»   | 1992, 1996, 1998, 2001, 2004, 2007 |
| Nine Princes in Amber | М. Гилинский               | «Девять принцев Эмбера»   | 1990, 1992                         |
| Nine Princes in Amber | К. Андронкин, И. Милюкова  | «Девять принцев Амбера»   | 1991                               |
| Nine Princes in Amber | В. Фадеев                  | «Девять принцев в Эмбере» | 1991                               |
| Nine Princes in Amber | Ян Юа                      | «Девять принцев в Янтаре» | 1992, 1996                         |
| The Guns of Avalon    | М. Гилинский               | «Ружья Авалона»           | 1990, 1992                         |
| The Guns of Avalon    | В. Фадеев                  | «Порох Авалона»           | 1991                               |
| The Guns of Avalon    | Д. Ришард                  | «Ружья Авалона»           | 1991                               |
| The Guns of Avalon    | Ю. Соколов                 | «Ружья Авалона»           | 1992, 1996, 1998, 2001, 2004, 2007 |
| The Guns of Avalon    | Ян Юа                      | «Ружья Авалона»           | 1996                               |
| Sign of the Unicorn   | Н. Сосновская              | «Знак Единорога»          | 1996, 1998, 2001, 2004, 2007       |
| Sign of the Unicorn   | Ян Юа                      | «Знак Единорога»          | 1996                               |
| The Hand of Oberon    | Ян Юа                      | «Рука Оберона»            | 1996                               |
| The Hand of Oberon    | И. Тогоева                 | «Рука Оберона»            | 1996, 1998, 2001, 2004, 2007       |
| The Courts of Chaos   | Ян Юа                      | «Дворы Хаоса»             | 1996                               |
| The Courts of Chaos   | А. Пчелинцев, М. Пчелинцев | «Владения Хаоса»          | 1998, 2001, 2004, 2005, 2007       |

### Вторая пенталогия
| Оригинальное название | Переводчики              | Название в переводе | Год издания перевода   |
| --------------------- | ------------------------ | ------------------- | ---------------------- |
| Trumps of Doom        | Ян Юа                    | «Козыри судьбы»     | 1996                   |
| Trumps of Doom        | В. Гольдич, И. Оганесова | «Карты судьбы»      | 1998, 2001, 2007       |
| Trumps of Doom        |                          | «Козыри Рока»       | 1985                   |
| Blood of Amber        | Ян Юа                    | «Кровь Янтаря»      | 1996                   |
| Blood of Amber        | Н. Белякова              | «Кровь Амбера»      | 1998, 2001, 2005, 2007 |
| Sign of Chaos         | Ян Юа                    | «Знак Хаоса»        | 1996                   |
| Sign of Chaos         | М. Гутов                 | «Знак Хаоса»        | 1998, 2001, 2007       |
| Knight of Shadows     | Ян Юа                    | «Рыцарь Теней»      | 1996                   |
| Knight of Shadows     | Е. Доброхотова-Майкова   | «Рыцарь Теней»      | 1998, 2001, 2005, 2007 |
| Prince of Chaos       | Р. Ольшевский            | «Принц Хаоса»       | 1992, 1995             |
| Prince of Chaos       | Ян Юа                    | «Принц Хаоса»       | 1996                   |
| Prince of Chaos       | Е. Волковыский           | «Принц Хаоса»       | 1998, 2001, 2005, 2007 |

### «Кузинатра»
В результате ошибки переводчиков книги «Trumps of Doom» в русскоязычной среде стал популярным мем «Кузинатра», обозначающий нечто непонятное и недостижимое:

 — Твоя загадка, — требовательно спросил он. — Я сказал тебе ответ на мою. Теперь ты должен объяснить мне, что такое — зелёное и красное, и кружит?
Я посмотрел под ноги, пошарил взглядом и увидел подходящий камень, похожий на пятифунтовую гантель. Я сделал несколько шагов и остановился рядом с ним.

— Лягушка в Кузинатре, — сказал я.— «Карты судьбы», глава 4; перевод В. Гольдич, И. Оганесова
В оригинале книги был упомянут кухонный комбайн известной фирмы «Cuisinart», название которой в англоязычной среде является именем нарицательным.

## Аллюзии
Романы серии имеют множество отсылок как к классическим, так и к современным для Желязны авторам и произведениям. Даже в именах и названиях местностей и предметов большое количество прямых отсылок к героям и артефактам кельтской, скандинавской мифологии, французского эпоса, легенд о короле Артуре и поисках Святого Грааля, к произведениям Льюиса Кэрролла. Пожалуй, наибольшее количество сюжетных аллюзий в «Хрониках» можно найти к Шекспиру, что соответствует традициям англоязычной литературы.
В самих «Хрониках» Корвином неоднократно замечается неразрешимая в рамках амберской мультивселенной дилемма: с одной стороны видны многочисленные совпадения событий в реальной жизни и в художественных произведениях Земли с событиями, происходившими в Амбере, с другой — раз Земля является лишь одной из теней, то естественно, что события в Амбере находят свои тени как и в истории Земли, так и в её мифологии и художественных произведениях.

### Аллюзии к Шекспиру
- Оберон, король Амбера, это также имя короля фей и эльфов из шекспировской комедии Сон в летнюю ночь, хотя Оберон как персонаж впервые появился до Шекспира в средневековом западноевропейском фольклоре в качестве повелителя волшебной страны фей.
- Арденский лес является местом действия в рыцарских романах, у Ариосто («Влюблённый Роланд»), в комедии Шекспира «Как вам это понравится».
- Одна из самых больших аллюзий — это отсылка к «Гамлету». В начале романа «Владения Хаоса» Корвин называет себя «безумным принцем» Амбера, что является параллелью между ним и Гамлетом, «безумным принцем Дании». Кроме того, Корвин как и Гамлет, встречается с призраком своего отца. Во время обеда в Лоррейн Корвин даже посчитал попытку Оберона связаться с ним по Карте предсмертным посланием от «духа отца».
- Соперничество между Корвином и Эриком находит множество параллелей с событиями Войны Алой и Белой розы как они описаны в исторических хрониках Шекспира. Прямой отсылкой являются эмблемы двух братьев как они показаны на их Картах: символ Корвина — серебряная роза (соответствует белой розе дома Йорков), выбранный Эриком личный цвет — красный (соответствует алой розе дома Ланкастеров).
- «Правду говорят, что встречаться при лунном свете — дурная примета» — отвечает Дейрдре своим спасителям в 4-й главе первой книги «Хроник». «Не в добрый час я при сияньи лунном Надменную Титанию встречаю» — слова Оберона в Сне в летнюю ночь.
- «Спать, видеть сны… Да, есть вещи, которые действуют постепенно, как медленный яд» (в оригинале у Желязны: «To sleep, perchance to dream… Yeah, there’s a thing that rubs») — размышления Корвина в 6-й главе «Девяти принцев Амбера». «Уснуть и видеть сны, быть может… Вот в чём трудность» (у Шекспира: «To sleep: perchance to dream: ay, there’s the rub») — из известного монолога Гамлета «Быть или не быть».
- В начале «Девяти принцев Амбера» Корвин думает про себя: «В Дании пропахло гнилью»[8] (в оригинале у Желязны: «In the state of Denmark there was an odor of decay»). Известная строка из «Гамлета»: «Прогнило что-то в Датском королевстве» (в оригинале у Шекспира: «Something is rotten in the state of Denmark»).
- В момент, когда Корвин получает от Эрика письмо с просьбой о перемирии (в книге «Ружья Авалона», глава 8), Корвин отвечает мысленно: «И я верю тебе, можешь не сомневаться, потому что все мы — люди чести» (в оригинале у Желязны: «I believe you, never doubt it, for we are all of us honorable men»). В «Юлии Цезаре» Марк Антоний говорит в своей речи на похоронах: «Так Брут был благородным человеком; и все они; все люди чести были» (в оригинале у Шекспира: «For Brutus is an honourable man; So are they all; all honourable men»).
- «И вот Чайльд Рэндом дошёл до тёмной башни» (в оригинале у Желязны: «So Childe Random to the dark tower came») — фраза Рэндома в его рассказе о том, как он пытался спасти Бренда. В конце 4-го акта трагедии «Король Лир» Эдгар, притворяясь Бедным Томом, говорит: «Чайльд-Роланд дошёл до тёмной башни» (в оригинале у Шекспира: «Child Rowland to the dark tower came»), намекая тем самым на сказку о Чайльд Роланде.
- Имя одного из давно погибших братьев Бенедикта — Озрик. Такое же имя носил один из придворных в Датском королевстве Гамлета.
- «Спи, милый принц» (англ. «Good night, sweet Prince») — слова Бренда, сказанные Бенедикту в 13-й главе «Руки Оберона». Эти же слова сказал Горацио перед мёртвым принцем Гамлетом.

## Игры по мотивам

### ZAngband
Один из самых популярных вариантов компьютерной игры Angband. Действие игры происходит во вселенной «Хроник Амбера». Поэтому, в отличие от Angband, где нужно было победить Моргота, здесь целью игрока будет уничтожение Змия Хаоса (Serpent of Chaos).

### Корона Эмбера
Настольная игра «Корона Эмбера», по мотивам «Хроники Амбера». Выпуск в России: Издательство «Сибирская речь», 1994 год. К 2008 году выпуск прекращён. В 2010 году поклонник игры Лябчук Андрей сделал её редизайн.

### Nine Princes in Amber: the Game
Данная игра была создана в 1985 году компанией Tellarium. Игра основана на первых двух романах цикла — «Девять принцев Амбера» и «Ружья Авалона». Игра является текстовой, со статическими графическими изображениями.

### Хроники Амбера: Девять принцев Амбера
В 1998 году российской компанией «Сатурн» была выпущена игра-квест «Хроники Амбера: Девять принцев Амбера», основанная на сюжете первой части серии. В игре вы действуете от имени Корвина, и вам приходится в процессе игры решать головоломки, порой очень сложные. Графика в игре 3D (фон) и 2D (персонажи). Заглавную песню исполнил известный воронежский актёр Александр Фильченко. «Сатурн» начал делать продолжение, в основе которого лежала вторая часть «Ружья Авалона», но в результате кризиса 1998 года все работы над играми по мотивам произведений Желязны были прекращены.

### Хроники Вселенных
В январе 2011 года российский разработчик Книжко Александр Владимирович запустил экономическую игру «Хроники Вселенных» по мотивам книг «Хроники Амбера». Проект закрыт.

### Ролевые Игры
С 21 июня по 11 июля 2012 года в России прошла ролевая игра среди подростков. Программа игры была разработана детским лагерем Нить Ариадны. В игре приняли участие 106 человек, действия происходили на основе цикла книг «Хроники Амбера».
С 1994 по 1998 в загородных детских лагерях Костромской области были проведены 5 тематических смен «Хроники Амбера» (педагогический отряд лагеря «Кентавр», Б. В. Куприянов, А. А. Илика, А. Е. Подобин). В 2001 году вышла книга «Организация и методика проведения игр с подростками» (Б. В. Куприянов, М. И. Рожков, И. И. Фришман), здесь опубликована игра «Замок Янтаря» по мотивам книги Р. Желязны.